# 北イエメン内戦
北イエメン内戦（きたイエメンないせん）は、1962年から1970年までの間、旧イエメン王国の王党派と、イエメン・アラブ共和国政府の共和派が、北イエメンで戦った内戦。
最終的に、双方の妥協によって、共和派が政府の統制力を獲得した。

## 概要
内戦時、王党派側はサウジアラビアから支援を受け、共和派側はエジプトとソビエト連邦から支援を受けていた。
しかし、第三次中東戦争（1967年）の影響で、エジプトは北イエメンの内戦に関与する余力がなくなり、そのことが停戦を実現させる要因となった。